# Iyo Kokubun-ji

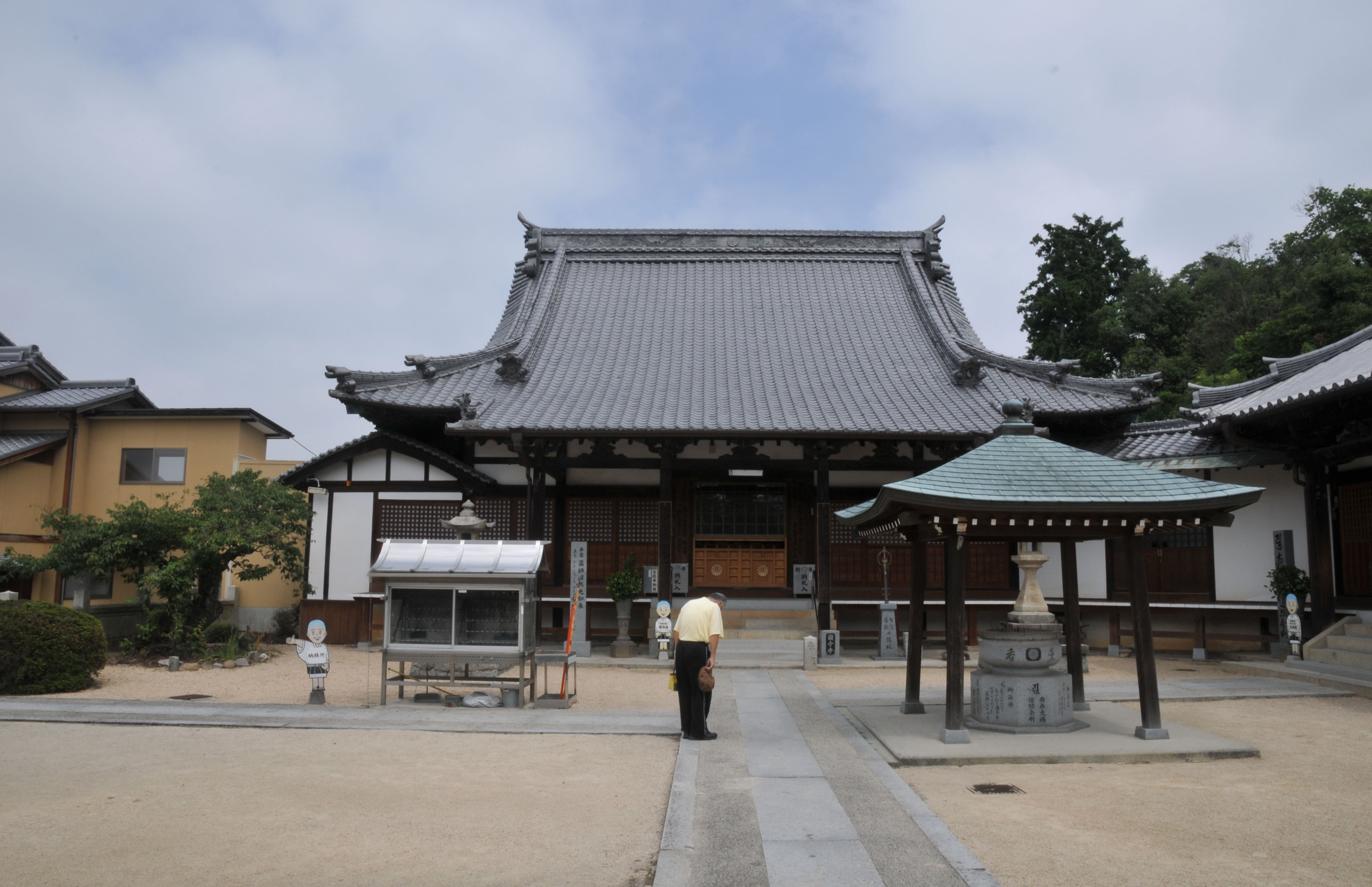
Haupthalle

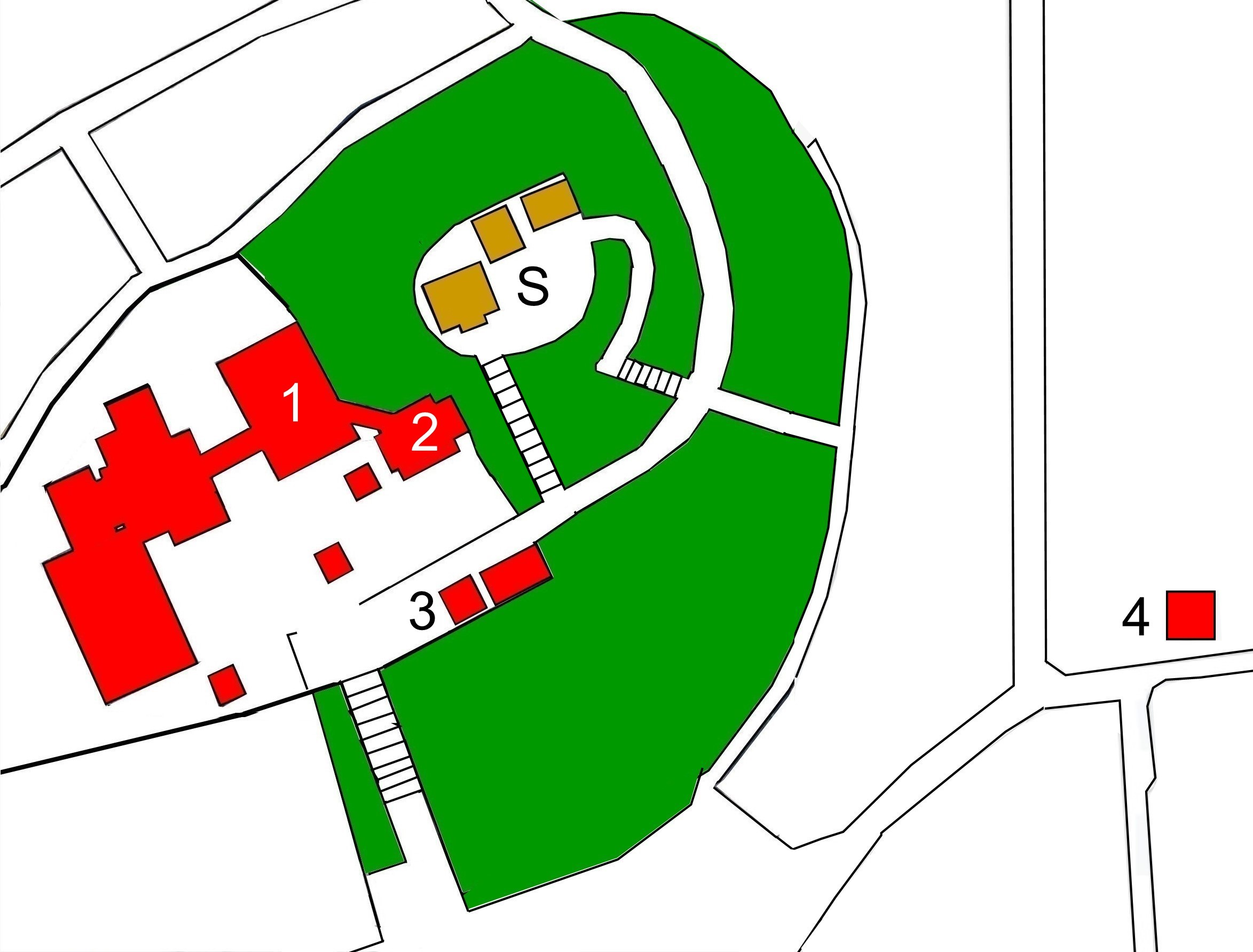
Plan des Tempels (s. Text)

Der Iyo Kokubun-ji (japanisch 伊予国分寺) mit dem Bergnamen Kongōzan (金光山) und dem Untertempelnamen Saishō-in (最勝院) ist ein wichtiger Tempel der Saidaiji-Richtung (西大寺派 Saidaiji-ha) des Shingon-Buddhismus auf dem kleinen „Schildkrötenhügel“ (亀山 Kameyama) in der Stadt Imabari (Präfektur Ehime). Heute ist der Tempel in der traditionellen Zählung der 59. des Shikoku-Pilgerwegs.

## Geschichte
Der Iyo Kokubun-ji war der Provinztempel (Kokubunji), d. h. Haupttempel, der Provinz Iyo und wurde auf Geheiß von Kaisers Shōmu vom Priester Gyōki erbaut, der dafür eine Figur des Yakushi Nyorai, also des heilenden Buddha, herstellte. Der Tempel wurde mit allen notwendigen Gebäuden zu einer vollständigen Anlage, einem Shichidō Garan (七堂伽藍), ausgebaut. Die Feldherrn der Gegend, die reichen Grundbesitzer, wie die Kōno (河野) und Ochi (越知) unterstützten den Tempel, der auch zivile Verwaltungsfunktionen übernahm. Später geriet der Tempel, angefangen mit den Unruhen in der Zeit des Fujiwara no Sumitomo (893–943), oft in kriegerische Auseinandersetzungen. Zuletzt wurde er während der Tenshō-Ära (1573–1592) viermal von Chōsokabes Truppen heimgesucht, so dass von der einstigen Größe nichts mehr übrig blieb. Erst gegen Ende der Edo-Zeit wurde der Tempel auf dem Hügel in der Nähe neu errichtet.

## Anlage
Man gelangt zum Tempel vom Süden her über eine Treppe, die oben von Säulen flankiert wird. Im Vorbereich steht rechts der Glockenturm (鐘楼 Shōrō; 3). Geradeaus hat man die Haupthalle (本堂 Hondō; 1) vor sich: sie stammt aus dem Jahr 1789 und ist als Kulturgut der Präfektur registriert. Rechts davon steht die Halle, die dem Tempelgründer gewidmet ist, die Daishi-dō (大師堂; 2).
Etwa 100 m östlich vom Tempel gibt es die Spuren der ehemaligen Pagode (国分寺塔跡 Kokubuni tōseki; 4) des Tempels. Die Basis hat eine Fläche von 99 m², dort hat man große 13 Säulenbasen-Steine gefunden, von denen der zentrale eine Dicke von 70 cm hat. In der Mitte haben die Steine einen Abstand von 3,6 m, die äußeren einen Abstand von 3,3 m. Aus der mächtigen Basis schließt man, dass die Pagode eine Höhe von 60 m hatte.
Oben auf dem Hügel befindet sich der kleine Kasuga-Schrein (春日神社 -jinja; S).

## Bilder

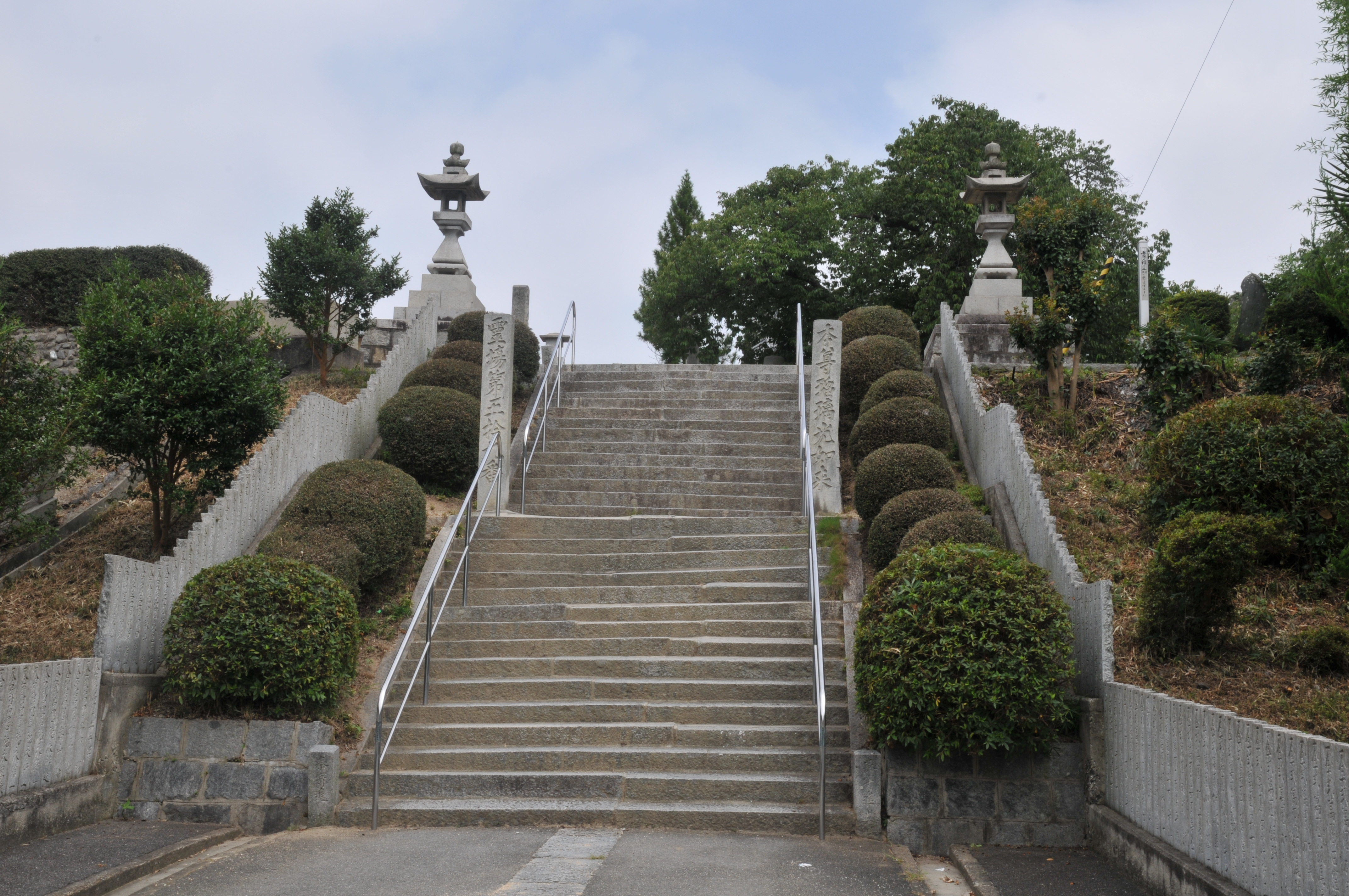
Treppe
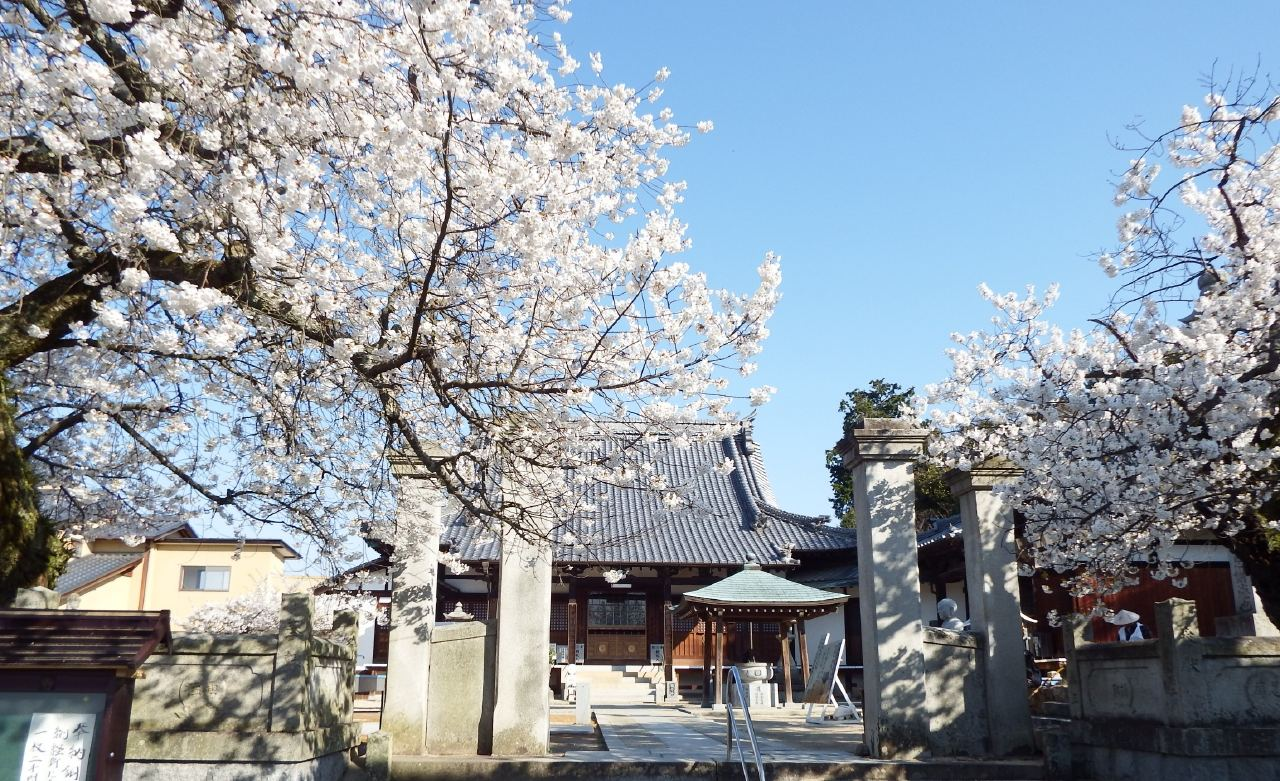
Oben am Tempel
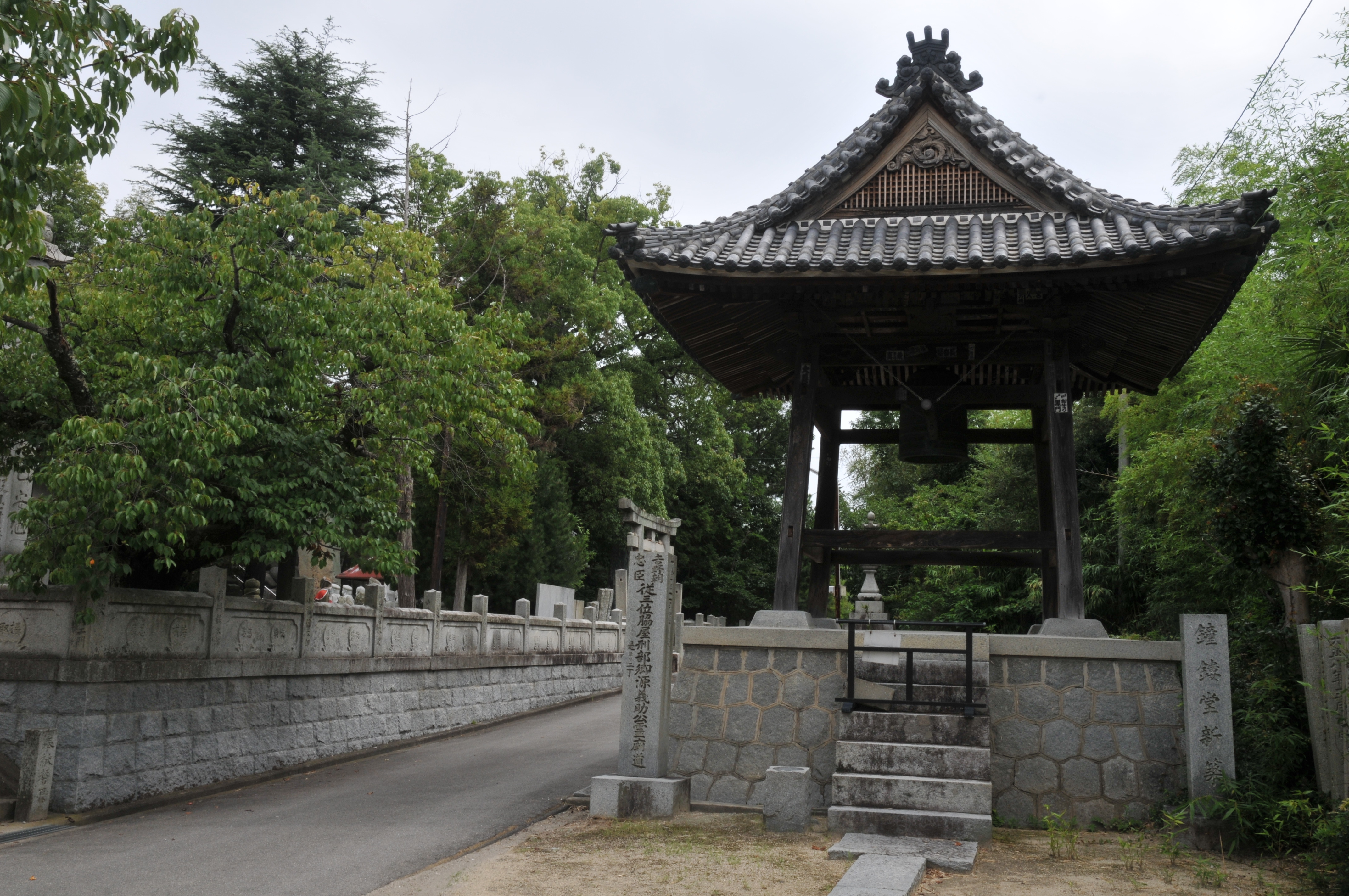
Glocke
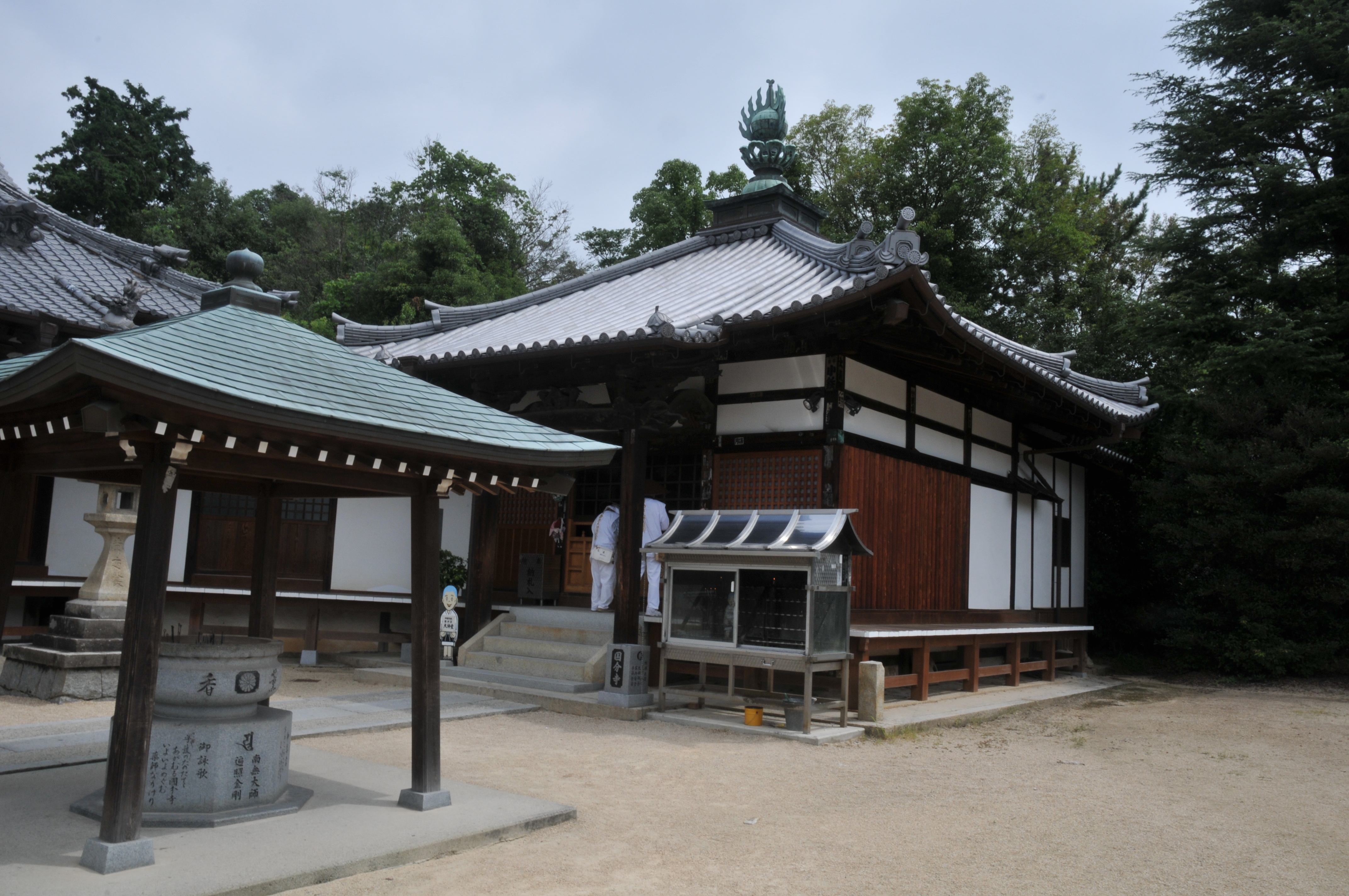
Daishi-dō
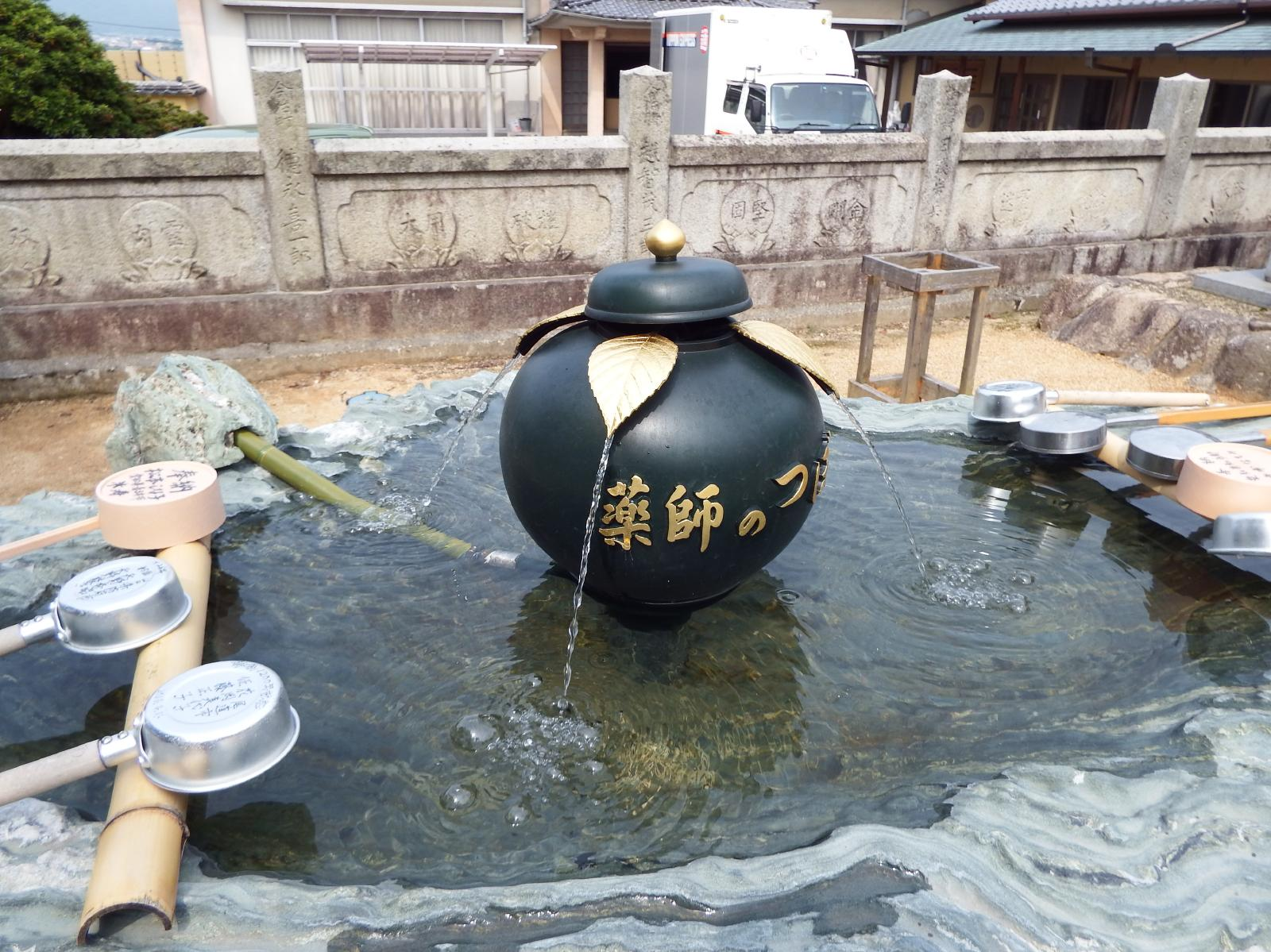
Wasserbecken
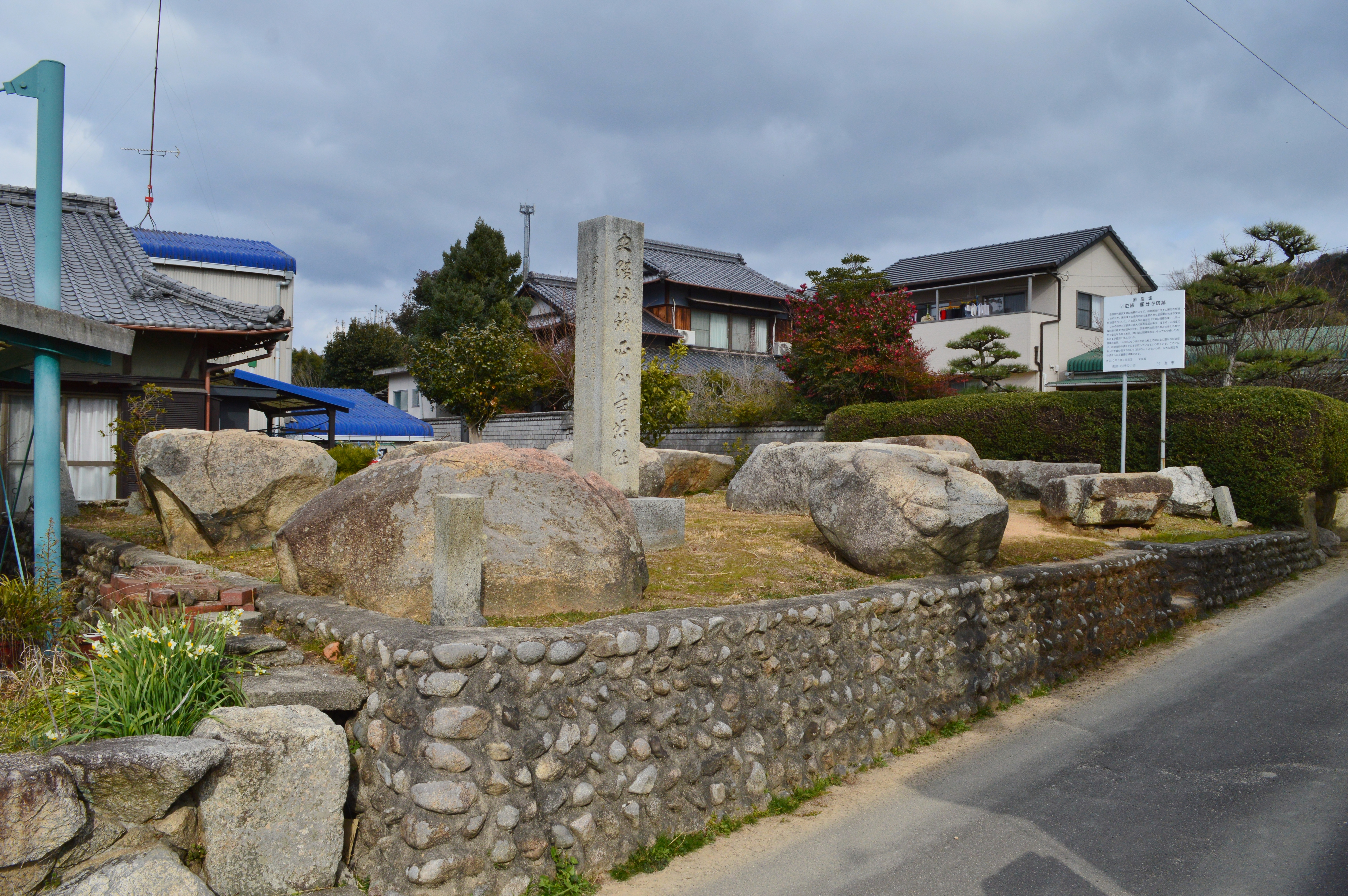
Fundament der Pagode